# Ratibořské Hory
Ratibořské Hory là một làng thuộc huyện Tábor, vùng Jihočeský, Cộng hòa Séc.